# Cergău (Alba)
Cergău (allemand : Schergied, hongrois : Cserged) est une commune du județ d'Alba en Roumanie. Sa population s'élevait à 1 490 habitants en 2011. La commune se trouve sur le plateau Secașelor.

## Villages
Elle se compose de trois villages : Cergău Mare, Cergău Mic et Lupu.

## Démographie
Lors du recensement de 2011, 84,02 % de la population se déclarent roumains et 12,14 % comme roms (3,75 % ne déclarent pas d'appartenance ethnique et 0,06 % déclarent appartenir à une autre ethnie).

## Politique
| Parti | Parti                                                 | Sièges |
| ----- | ----------------------------------------------------- | ------ |
|       | Parti national libéral (PNL)                          | 6      |
|       | Parti social-démocrate (PSD)                          | 2      |
|       | Alliance des libéraux et démocrates (ALDE)            | 2      |
|       | Union nationale pour le progrès de la Roumanie (UNPR) | 1      |